# Gérard Calvet

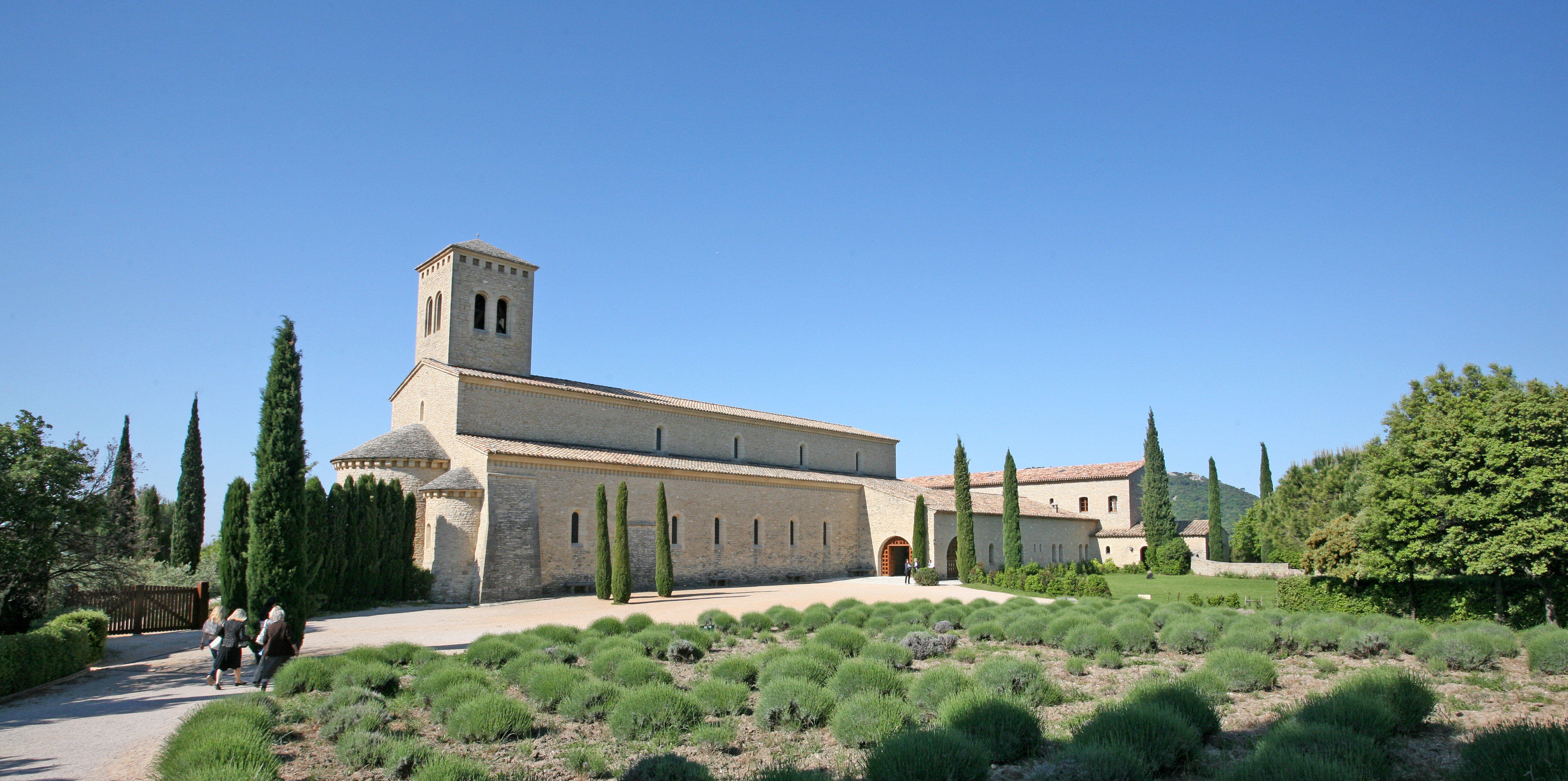
Opactwo św. Marii Magdaleny
w Le Barroux

Dom Gérard Calvet (ur. 18 listopada 1927, zm. 28 lutego 2008) – francuski benedyktyn, założyciel i opat klasztoru św. Marii Magdaleny
w Le Barroux. Czołowy przedstawiciel tradycjonalizmu katolickiego.

## Życiorys
Urodził się 18 listopada 1927 roku w Bordeaux. W 1940 roku rozpoczął naukę w kolegium jezuickim w Maslacq. Po odbyciu służby wojskowej w kawalerii marokańskiej, wstąpił w 1950 roku do wspólnoty benedyktyńskiej w pirenejskim klasztorze Matki Bożej w Madiran (przeniesionym później do Tournay). 13 maja 1956 przyjął święcenia prezbiteratu.
W 1970 roku, chcąc kontynuować tradycyjne życie benedyktyńskie i nadal sprawować łacińską liturgię, w obliczu reform posoborowych, opuścił – za zgodą przełożonych – zgromadzenie i zamieszkał jako eremita w ruinach klasztoru przylegającego do opuszczonej romańskiej kaplicy św. Marii Magdaleny w Bédoin. Bardzo szybko dołączyli do niego nowi zakonnicy.
W 1978 roku Dom Gérard rozpoczął budowę nowego klasztoru pod wezwaniem św. Marii Magdaleny w pobliskim Le Barroux. Początkowo nawiązał współpracę z arcybiskupem Lefebvre’em, jednak ustała ona po udzieleniu przez niego święceń biskupich bez mandatu papieskiego, w 1988. Dom Gérard zwrócił się wówczas do Kurii Rzymskiej z prośbą o uregulowanie statusu kanonicznego wspólnoty na mocy motu proprio Jana Pawła II Ecclesia Dei. Stało się to w 1989 roku, kiedy klasztor w Le Barroux został podniesiony do rangi opactwa sui iuris (tj. podlegającym bezpośrednio papieżowi), a Gérard został jego pierwszym opatem. Funkcję tę pełnił do 2003 roku, kiedy złożył rezygnację z powodów zdrowotnych.
Dom Gérard wspierał budowę żeńskiego opactwa Zwiastowania Najświętszej Maryi Pannie, które znajduje się w pobliżu.
Zmarł na atak serca 28 lutego 2008.

## Publikacje
- L'Église face aux nations, Castres, 1979.
- La Sainte Liturgie, 1982, ISBN 978-2-906972-01-8
- Dom Gérard et l'aventure monastique, współautor Marc Dem, Plon, Paris, 1988 ISBN 2-259-01892-0
- Une règle de vie, Éditions Sainte-Madeleine
- Le Chant des psaumes, 2004, ISBN 2-906972-44-4
- Demain la Chrétienté, przedmowa Gustave Thibon, posłowie Bernard Anthony, 2005 ISBN 978-2-906972-47-6
- Quatre bienfaits de la liturgie, 2005, ISBN 978-2-906972-16-2
- Catéchisme des Anges, Éditions Sainte-Madeleine, 2007.